# Confédération africaine de canoë
La Confédération africaine de canoë (anglais : Confederation of African Canoeing), est une association qui regroupe les fédérations nationales de canoë-kayak en Afrique. Son rôle est de gérer et développer le canoë-kayak à l'échelon continental. 
Elle est fondée en 2000 à Casablanca. 